# Geyongan
Geyongan is een bestuurslaag in het regentschap Cirebon van de provincie West-Java, Indonesië. Geyongan telt 2819 inwoners (volkstelling 2010).